# Die Lit
Die Lit (tradus în română "Mor aprins") este primul album de studio al rapperului american Playboi Carti. A fost lansat pe 11 mai 2018 de AWGE și Interscope Records. Albumul prezintă apariții de la Skepta, Travis Scott, Lil Uzi Vert, Pi'erre Bourne, Nicki Minaj, Bryson Tiller, Chief Keef, Gunna, Red Coldhearted, Young Thug și Young Nudy. Producția de pe album a fost gestionată în principal de Pi'erre Bourne, cu asistența lui Don Cannon și IndigoChildRick.
Die Lit a primit, în general, recenzii pozitive din partea criticilor și a debutat pe locul trei în SUA Billboard 200.

În decembrie 2017, un videoclip îl arăta pe Playboi Carti în spatele unei plăci de amestecare, probabil ascultând material nou cu legenda „Album Mode”. În martie 2018, Pi'erre Bourne a tachinat că proiectul a fost finalizat prin Twitter.  Pe 10 mai 2018, Carti a anunțat data lansării albumului prin Twitter. [3] În aceeași zi, ASAP Rocky a dezvăluit opera de artă a albumului. La lansare, albumul a fost lansat pe scurt exclusiv prin intermediul Tidal, înainte de a apărea pe alte servicii de streaming.
Die Lit a fost întâmpinat cu recenzii în general pozitive. La Metacritic, care atribuie o evaluare normalizată din 100 recenziilor din publicații profesionale, albumul a primit un scor mediu de 71, pe baza a șapte recenzii.

Recenzii
| Complex      | 50 cele mai bune albume 2018       | 45 |
| Fact         | 50 cele mai bune albume dinof 2018 | 35 |
| Highsnobiety | 25 cele mai bune albume din 2018   | 17 |
| Noisey       | Top 100 albume din 2018            | 23 |
| Pitchfork    | 50 cele mai bune albume din 2018   | 25 |
| Spin         | 51 cele mai bune albume din 2018   | 18 |

Tracklist-ul albumului :
| 1.  | "Long Time (Intro)"                                | - Jordan Carter - Jordan Jenks - Jung Cho                                                                   | Art Dealer                       | 3:31 |
| 2.  | "R.I.P."                                           | - Carter - Jenks - Donald DeGrate, Jr. - Reginald Moore - Shirley Murdock - Larry Troutman - Roger Troutman |                                  | 3:12 |
| 3.  | "Lean 4 Real" (featuring Skepta)                   | - Carter - Joseph Adenuga - Jenks - Stewart Mullings                                                        | Indigo Child                     | 2:57 |
| 4.  | "Old Money"                                        | - Carter - Jenks                                                                                            |                                  | 2:15 |
| 5.  | "Love Hurts" (featuring Travis Scott)              | - Carter - Jacques Webster II - Jenks                                                                       | - Pi'erre Bourne - Playboi Carti | 3:00 |
| 6.  | "Shoota" (featuring Lil Uzi Vert)                  | - Carter - Symere Woods - Jamaal Henry                                                                      | Maaly Raw                        | 2:33 |
| 7.  | "Right Now" (featuring Pi'erre Bourne)             | - Carter - Jenks                                                                                            |                                  | 3:27 |
| 8.  | "Poke It Out" (with Nicki Minaj)                   | - Carter - Onika Maraj - Jenks                                                                              |                                  | 4:29 |
| 9.  | "Home (KOD)"                                       | - Carter - Jenks                                                                                            |                                  | 2:42 |
| 10. | "Fell in Luv" (featuring Bryson Tiller)            | - Carter - Bryson Tiller - Jenks - Megan James - Corbin Roddick - Isaac Gerasimou                           |                                  | 3:26 |
| 11. | "Foreign"                                          | - Carter - Jenks                                                                                            |                                  | 2:22 |
| 12. | "Pull Up"                                          | - Carter - Jenks                                                                                            |                                  | 3:36 |
| 13. | "Mileage" (featuring Chief Keef)                   | - Carter - Keith Cozart - Jenks                                                                             |                                  | 2:29 |
| 14. | "FlatBed Freestyle"                                | - Carter - Jenks                                                                                            |                                  | 3:13 |
| 15. | "No Time" (featuring Gunna)                        | - Carter - Sergio Kitchens - Donald Cannon - Tjshan Stennett                                                | - Don Cannon - Treshaun Beatz    | 3:39 |
| 16. | "Middle of the Summer" (featuring Red Coldhearted) | - Carter - Dashia Aaron - Jenks                                                                             |                                  | 2:17 |
| 17. | "Choppa Won't Miss" (featuring Young Thug)         | - Carter - Jeffery Williams - Jenks                                                                         |                                  | 3:37 |
| 18. | "R.I.P. Fredo (Notice Me)" (featuring Young Nudy)  | - Carter - Quantavious Thomas - Jenks                                                                       |                                  | 2:41 |
| 19. | "Top" (featuring Pi'erre Bourne)                   | |                                  |      |

Lungime totala : 57:39